# Stenocorus meridianus
Stenocorus meridianus là một loài bọ cánh cứng trong họ Cerambycidae.

## Hình ảnh

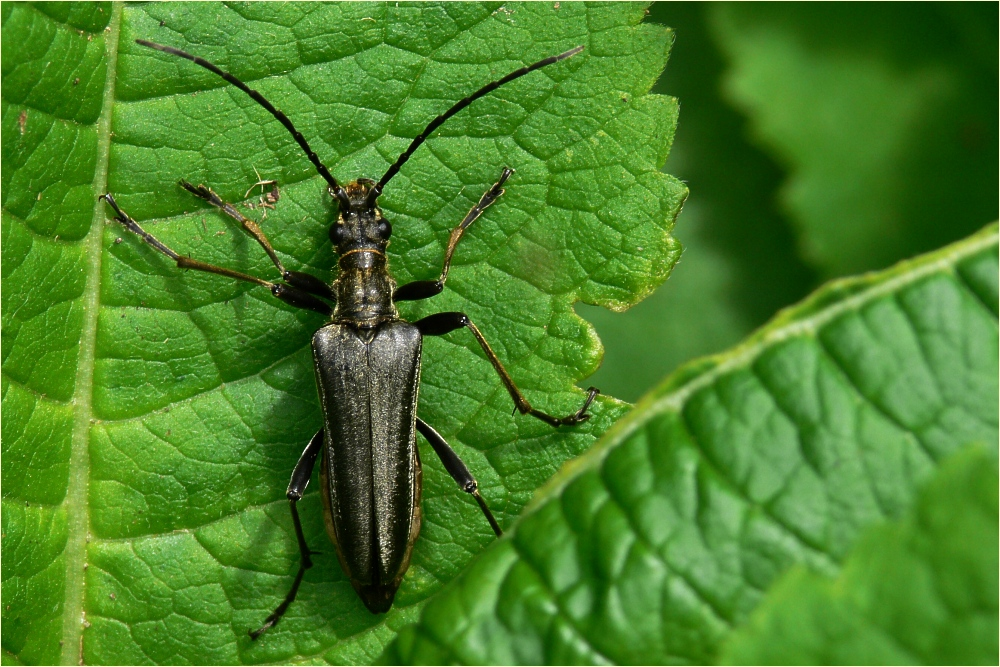
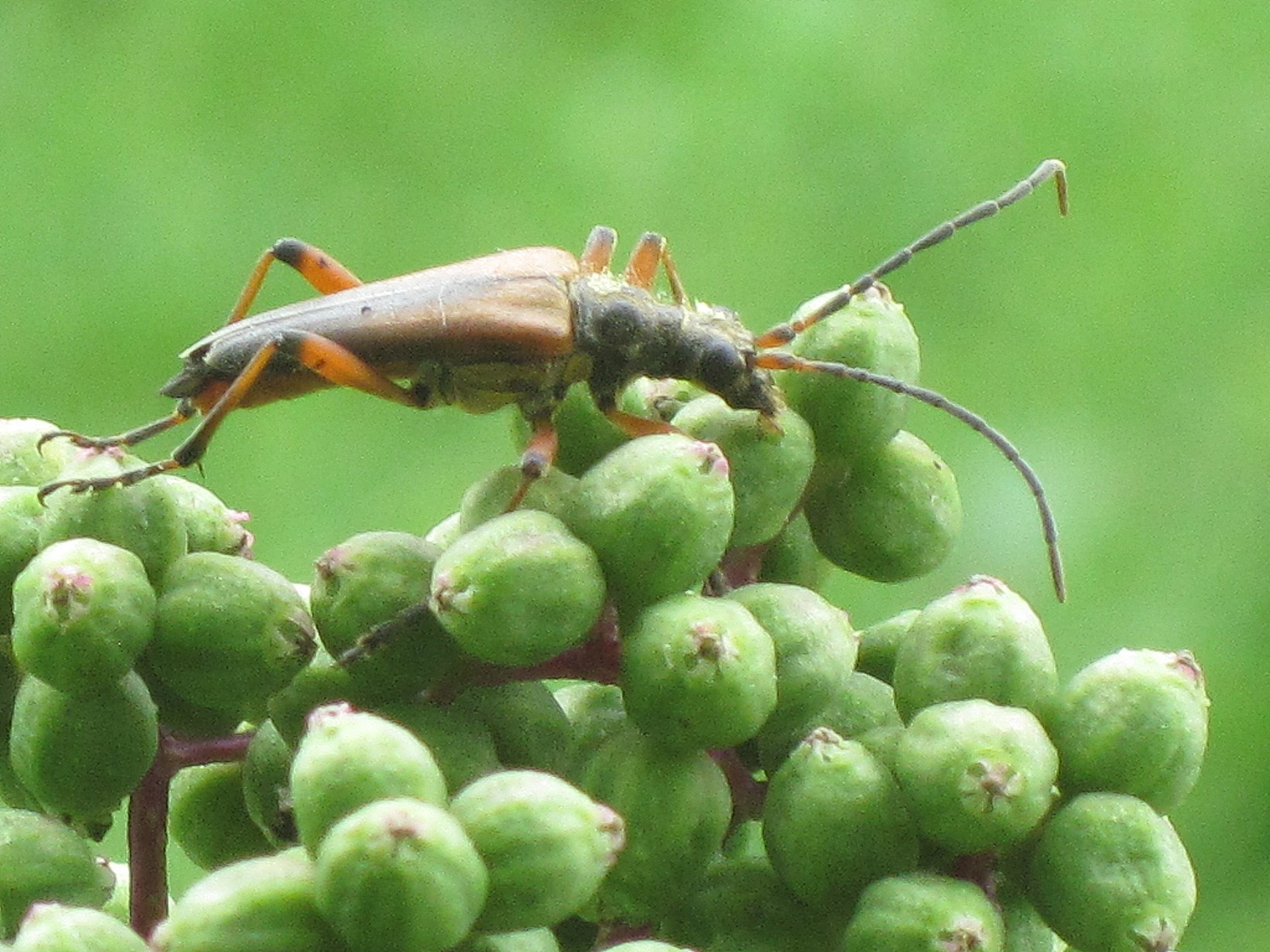
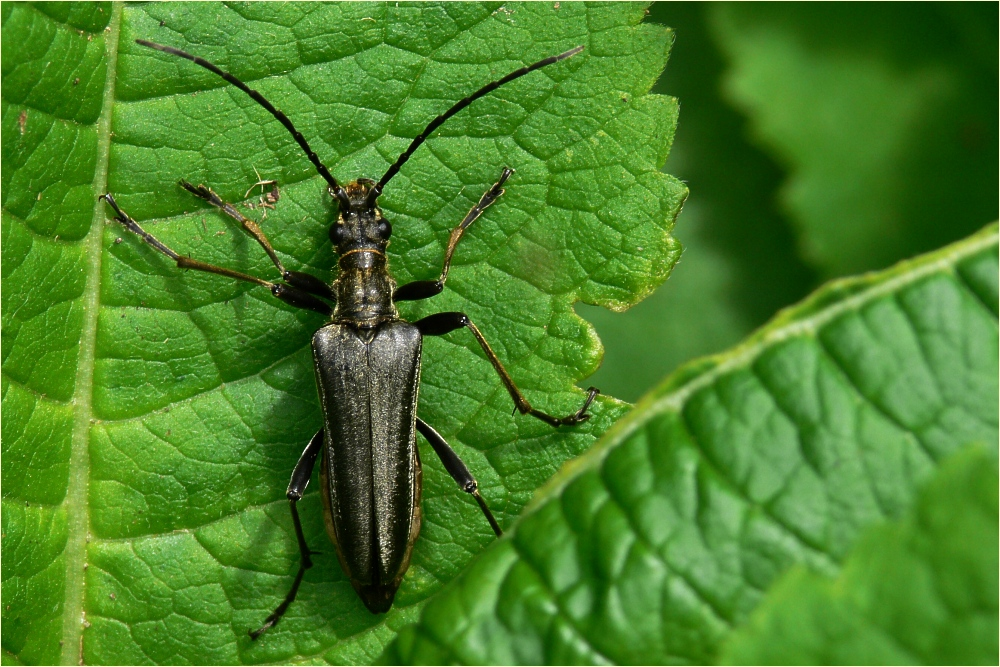
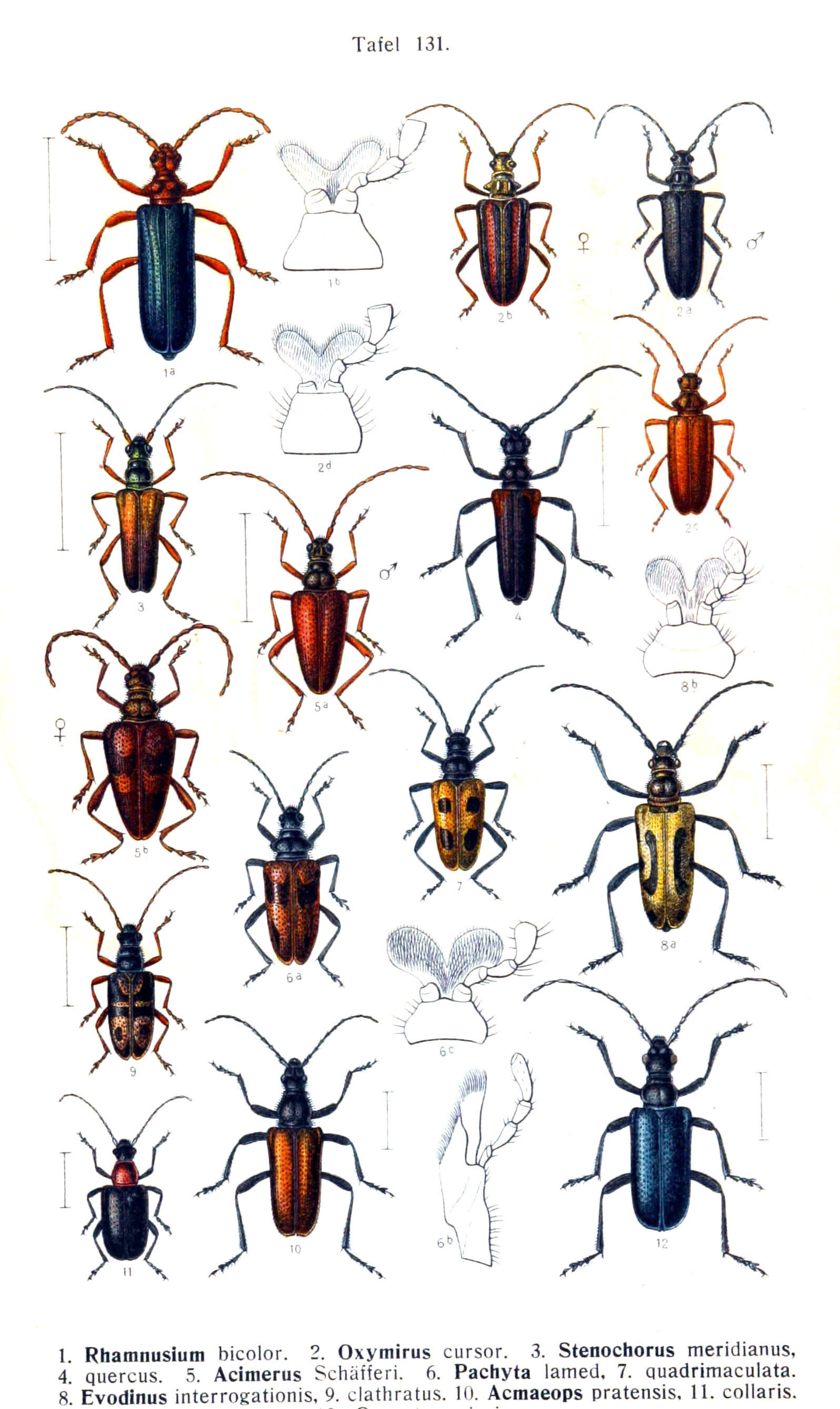